# Gut Oedingberge
Das Gut Oedingberge (berge = geborgen, bergen; Oden = einsam) ist ein Rittergut zwischen Ostbevern und Schwege in der Gemeinde Glandorf am Oedingberger Bach.
Das spätere Rittergut entstand aus einem ehemaligen Schultenhof und wurde 1268 als Hof in Odenberge erstmals urkundlich genannt. Im 15. Jahrhundert wird der Hof als Oldenberge bezeichnet. Im Jahre 1743 wurde der Iburger Gerichtsschreiber Bernhard Friedrich Henseler als Eigenbehöriger auf dem Hof eingesetzt, der im Besitz des Bischofs von Münster war. 1753 wurde die Eigenbehörigkeit in eine Erbpacht umgewandelt. Anna Luise Henseler († 1797), eine Tochter des Bernhard Friedrich Henseler, brachte den Hof 1761 in ihre Ehe mit dem Rentmeister des Gutes Harkotten Johann Heinrich Westendorf († 1821) mit ein. Zu dieser Zeit wurde das Gutshaus errichtet. Deren Tochter Franziska Karoline Westendorf († 1865) brachte den Hof 1803 in die Ehe mit dem Juristen Ignaz Engelen († 1837) ein. Ignaz Engelen löste 1817 das Erbpachtverhältnis ab, so dass ihm der Hof als freies Eigentum übertragen wurde. Ihm folgte als Erbe sein Sohn Ferdinand Engelen († 1873), der mit Selma Warneke verheiratet war. Ignaz Engelen war der Vater von Julie Engelen (1805–1898), der Ehefrau des Politikers Ludwig Windthorst (1812–1891). Auf Ferdinand Engelen folgte als Erbe dessen Sohn Carl Friedrich Engelen (1859–1936), diesem wurde 1884 die Aufnahme des Hofes Oedingberge in die Matrikel der landtagsfähigen Güter des Fürstentums Osnabrück gestattet. 1885 wurde das Gut offiziell in die Osnabrücker Ritterschaft aufgenommen und konnte seither die Bezeichnung Rittergut Oedingberge tragen. 1924 übernahm Karl Engelen, der Sohn von Carl Friedrich Engelen und dessen Ehefrau Maria Linnemann das Gut.
Das Gut hatte Jagd-, Fischerei- und Markenrechte, sowie ein Mühlenregal. Darüber hinaus wurde 1767 die Genehmigung zur Errichtung einer Kapelle erteilt, die 1860 vom Papst bestätigt wurde.
Windthorst soll dort seiner Angebeteten ein Ständchen mit einer Gitarre gehalten haben und dabei in den Oedingberger Bach  gefallen sein.

„Dabei war es gar nicht so einfach gewesen, Juliane davon zu überzeugen, dass ausgerechnet er, der nicht grade einem Adonis glich, der Auserwählte für sie sein sollte. Erst abendliches Gitarrenspiel unter ihrem Fenster und ein damit verbundener Sturz in die Gräfte sollen Fräulein Juliane davon überzeugt haben, dass Windthorst doch der Richtige war. Bis heute ist nicht eindeutig geklärt, ob Windthorst absichtlich oder unbeabsichtigt ins Wasser fiel. Er war ja wohl ein großer Taktiker, vielleicht auch beim Gitarrespiel.“

Das Gut ist eine feste Station der Osnabrücker Wallfahrt von Osnabrück nach Telgte. Am 13. Januar 2011 fiel ein Kotten des Gutes dem Feuer zum Opfer.
Das Gut Oedingberge wurde am 4. März 1986 in das Verzeichnis der Kulturdenkmale aufgenommen.